# Cyrtauchenioidea
Cyrtauchenioidea è una  superfamiglia di aracnidi migalomorfi che comprende una sola famiglia:
- Cyrtaucheniidae SIMON, 1892